# José Effrón
José David Effrón Nacido el 24 de julio de 1990 en la ciudad de Córdoba, pero luego radicado en la Ciudad de Chamical, provincia de La Rioja. Es un deportista paralímpico argentino de ascendencia judía que se destaca en la modalidad de judo masculino hasta 81 kg.

## Logros
Entre sus logros destacados se encuentran:
- Medalla de bronce en el Torneo IBSA World Championship en Antalia, Turquía, en 2011.
- Medalla de plata en el Torneo IBSA World Championship en Antalia, Turquía, en 2010.
- Medalla de oro en el Panamericano IBSA en Colorado Springs, Estados Unidos, en 2009.
- Medalla de bronce en Pekín 2008 en su categoría.
- Medalla de oro en Guadalajara 2011 en su categoría.
- Medalla de oro en Río de Janeiro 2007 en su categoría.
- Medalla de plata en los Juegos Paralímpicos de Londres 2012 en la categoría b2 hasta 81 kg.